# MEarth 프로젝트
MEarth 프로젝트는 미국 NSF가 자금을 지원하는 관측소로, 프레드 로렌스 휘플 천문대의 일부 망원경을 사용한다. 적색왜성의 밝기를 실시간 모니터링해 밝기 변화를 측정하는 형식으로 외계행성을 찾아낸다. 이를 통해 지상 관측을 통해 더 작은 행성을 관측할 수 있다.

## 발견한 외계행성
- GJ 1214 b
- GJ 1132b
- LHS 1140 b[1]